# Sông Trạc Thủy
Trạc Thủy (tiếng Trung: 濁水溪; bính âm Hán ngữ: Zhuóshuǐ Xī; bính âm thông dụng: Jhuóshuěi Sī; Wade–Giles: Cho2-shui3 Hsi1; Bạch thoại tự: Lô-chúi-khoe, Trạc Thủy khê) là dòng sông dài nhất tại Đài Loan. Sồng khởi nguồn từ huyện Nam Đầu và chảy qua ranh giới giữa hai huyện Vân Lâm, Chương Hóa với tổng chiều dài là 186 km. Dòng sông có diện tích lưu vực là 3156,9 km², đứng thứ hai và chỉ kém sông Cao Bình. Thượng lưu của sông Trạc Thủy là khu vực có lượng mưa lớn, khoảng từ 2000–3000 mm mỗi năm, do vậy đất thường bị xoái mòn và hình thành nhiều phù sa. Dòng sông này được coi là ranh giới không chính thức giữa miền bắc và miền nam Đài Loan.

## Lưu vực
Lưu vực Trạc Thủy nằm trên địa bàn các huyện Chương Hóa, Vân Lâm, Nam Đầu, Gia Nghĩa:
- Chương Hóa：Đại Thành, Trúc Đường, Khê Châu, Nhị Thủy.
- Vân Lâm：Mạch Liêu, Luân Bối, Nhị Lôn, Tây Loa, Thích Đồng, Lâm Nội.
- Nam Đầu：Trúc Sơn, Lộc Cốc, Tập Tập, Danh Gian, Thủy Lý, Ngư Trì, Nhân Ái, Tín Nghĩa.
- Gia Nghĩa：A Lý Sơn, Mai Sơn.

## Phụ lưu
Các phụ lưu dùng để tính chiều dài sông được in đậm
- Trạc Thủy：Chương Hóa, Vân Lâm, Nam Đầu, Gia Nghĩa - 186 km
  - sông Thanh Thủy：Lâm Nội, Vân Lâm; Trúc Sơn, Nam Đầu; Cổ Khanh, Vân Lâm; Mai Sơn, Gia Nghĩa; A Lý Sơn - 51 km
    - sông Gia Tẩu Liêu：Trúc Sơn; Nam Đầu
    - sông A Lý Sơn：Mai Sơn & A Lý Sơn, Gia Nghĩa

  - sông Đông Phố Nhuế：Lộc Cốc & Trúc Sơn, Nam Đầu
  - sông Thanh Thủy Câu：Lộc Cốc, Nam Đầu
  - sông Thủy Lý： Thủy Lý & Ngư Trì, Nam Đầu - 19 km
  - sông Trần ữu Lan：Tín Nghĩa & Thủy Lý, Nam Đầu - 42 km
    - sông Quận Thanh：Tín Nghĩa & Thủy Lý, Nam Đầu
    - sông Thập Bát Trọng：Tín Nghĩa, Nam Đầu
    - sông Na Mã Khách Ban：Tín Nghĩa, Nam Đầu

  - sông Trác Côn：Tín Nghĩa, Nam Đầu
  - sông Đan Đại：Tín Nghĩa, Nam Đầu
    - sông Quận Đại：Tín Nghĩa, Nam Đầu
      - sông Loan Đại：Tín Nghĩa, Nam Đầu

  - sông Tạp Xã：Nhân Ái & Tín Nghĩa, Nam Đầu - 48 km
  - sông Lật Thê：Nhân Ái, Nam Đầu
  - sông Vạn Đại：Nam Đầu - 37 km
    - sông Van Đại Bắc：Nhân Ái, Nam Đầu
    - sông Vạn Đại Nam：Nhân Ái, Nam Đầu

  - sông Vụ Xã：Nhân Ái, Nam Đầu
    - sông Tháp La Loan（sông Ba Tạp Tán）
      - sông Mã Hách Pha（sông Mã Hải Bộc）